# Pentasulfure de diphosphore
Le pentasulfure de phosphore est un composé chimique de formule P2S5. C'est un solide jaune lorsqu'il est pur, mais d'apparence souvent gris-vert dans les échantillons disponibles sur le marché en raison des impuretés qu'ils contiennent.
Il est plus connu sous sa forme dimère P4S10.
C'est un réactif utilisé dans la thionation de groupes carbonylés.
Selon un expert, « Il s'agit d'un produit très dangereux, précurseur des armes chimiques et des gaz de combat ». Le pentasulfure de phosphore est « inflammable et même surinflammable ».
Présent sur le site de l'entreprise Lubrizol à Rouen, il ne s'est pas enflammé lors de l'incendie de 2019, ce qui aurait eu des conséquences dramatiques (gaz mortel).